# Nick Moran

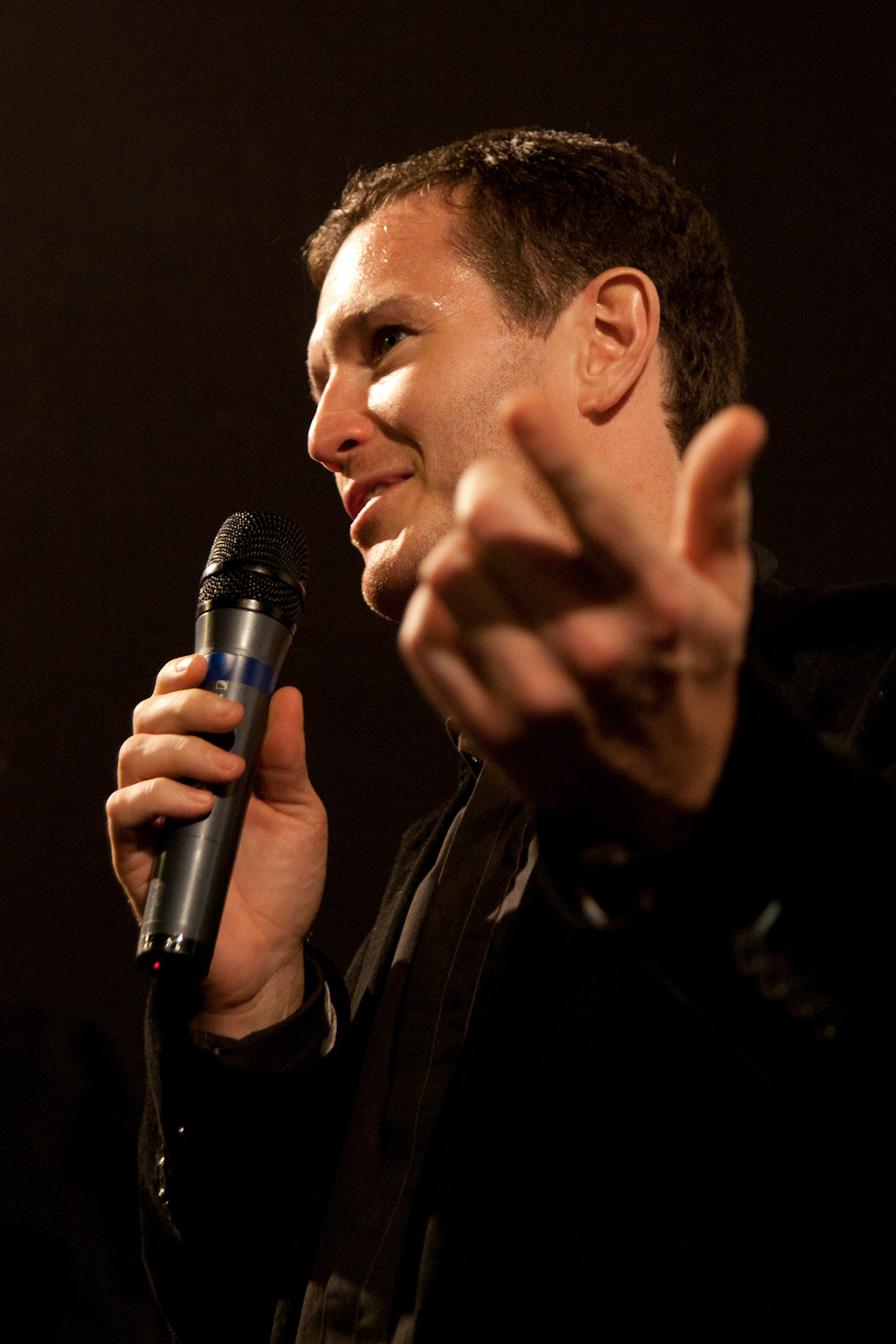
Nick Moran (2010)

Nick Moran, mit bürgerlichem Namen Nicholas James Moran (* 23. Dezember 1969 in London) ist ein britischer Schauspieler, Drehbuchautor und Produzent.
Bekannt wurde er durch die Verkörperung des Kartenhais Eddie in Guy Ritchies Film Bube, Dame, König, grAS (im Original: Lock, Stock, and Two Smoking Barrels). Moran heiratete 1997 die Schauspielerin Sienna Guillory, 2000 ließen sie sich wieder scheiden.

## Filmkarriere
Moran erhielt seine erste Kinorolle 1990, neben Roger Daltrey und Chesney Hawkes, in dem Film Buddy's Song. Zum Star wurde er mit The Future Lasts a Long Time (1996) an der Seite von Hans Matheson und Samantha Morton. Seine bekannteste Rolle, ist jedoch die des Eddie in Guy Ritchie Bube, Dame, König, grAs, wo er neben Jason Statham, Dexter Fletcher, Jason Flemyng, Vinnie Jones und Sting auftrat. Moran war Co-Star in dem Film New Blood (1999) an der Seite von John Hurt und in Rancid Aluminium (2000) neben Joseph Fiennes, Sadie Frost und Tara Fitzgerald.
2001 spielte er die Rolle des Aramis in The Musketeer, ein Film basierend auf der Novelle von Alexandre Dumas.

## Filmografie (Auswahl)
als Regisseur
- 2008: Telstar: The Joe Meek Story, Film über den Musikproduzenten Joe Meek[1]
- 2021: Creation Stories

als Autor
- 2008: Telstar: The Joe Meek Story, Film über den Musikproduzenten Joe Meek[1]

als Darsteller
- 1998: Bube, Dame, König, grAS (Lock, Stock & Two Smoking Barrels)
- 1999: Inspector Barnaby (Midsomer Murders, Fernsehserie, Folge: Blood Will Out)
- 2001: The Musketeer
- 2001: Dangerous Connection (The Proposal)
- 2004: Soccer Cup – Torschütze auf 4 Pfoten
- 2006: The Last Mission – Das Himmelfahrtskommando
- 2010: Harry Potter und die Heiligtümer des Todes: Teil 1 (Harry Potter and the Deathly Hallows – Part 1)
- 2011: Harry Potter und die Heiligtümer des Todes: Teil 2 (Harry Potter and the Deathly Hallows – Part 2)
- 2012: Footsoldiers of Berlin – Ihr Wort ist Gesetz (St George's Day)
- 2013: Prisoners of the Sun
- 2013: Mr Selfridge (Fernsehserie, 4 Folgen)
- 2013: The Wrong Mans – Falsche Zeit, falscher Ort (The Wrong Mans, Fernsehserie, 2 Folgen)
- 2015: Death in Paradise (Fernsehserie, Folge: Eine lange Reise)
- 2015: Inspector Banks (DCI Banks, Fernsehserie, 2 Folgen)
- 2018: Terminal – Rache war nie schöner (Terminal)
- 2018: Shakespeare & Hathaway – Private Investigators (Fernsehserie, 1 Folge)
- 2019: Avengement – Blutiger Freigang (Avengement)
- 2021: Creation Stories
- 2022: Renegades
- 2024: Chief of Station

## Theaterproduktionen (Auswahl)

### Als Schauspieler
- 2013: Twelve Angry Men: Birmingham REP[2][3]
- 2015: Roaring Trade (Steve Thompson): Donny, Park Theatre, London[4]
- 2016: Betrayal (Harold Pinter): Jerry, Northcott Theatre, Exeter[5]

### Als Regisseur
- 2017: Performers: Edinburgh festival[6]